# Moussa Alzouma
Moussa Alhassane Alzouma (* 30. September 1982 in Dosso; auch Moussa Almouza) ist ein nigrischer Fußballtorhüter.

## Laufbahn
Moussa Alzouma spielte in der Saison 2011/2012 beim Verein Sahel SC in Niamey, der 2012 nigrischer Pokalsieger wurde. Seit der Saison 2012/2013 spielt er beim Erstligisten AS GNN in Niamey, wurde im Jahr darauf Meister und 2018 Pokalsieger mit dem Verein.
Alzouma wurde von der nigrischen Fußballnationalmannschaft für den Afrika-Cup 2013 einberufen. Sein einziger Einsatz in der Nationalmannschaft war 2012 in einem Freundschaftsspiel gegen Liberia.

## Erfolge
Nigrischer Pokalsieger
- 2012